# Euprymna berryi
Euprymna berryi ist eine Sepie aus der Familie der Sepiolidae, der Zwergtintenfische. Ob der geringen Größe des Tieres bedingt, lautet ein englischer Trivialname hummingbird bobtail squid und ein französischer sépiole colibri. Beide bedeuten übersetzt etwa Kolibri-Sepie.

## Beschreibung
Euprymna berryi ist eine kleine Sepie. Die Tiere haben unterschiedliche Größen je nach Geschlecht (Sexualdimorphismus), Männchen werden nicht größer als drei Zentimeter, Weibchen erreichen eine Länge von fünf Zentimetern. Die Tiere haben insgesamt einen gerundeten, gedrungenen Körper. Wie alle anderen Echten Tintenfische haben sie zehn Arme, von denen zwei als Fangarme ausgeprägt länger als die anderen acht sind. Am hinteren Ende des Mantels liegen seitlich zwei Flossensäume. Der Körper hat, weil er durchscheinend ist, keine Grundfarbe. Er ist dicht mit kleinen, dunklen Chromatophoren besetzt, mit der Ausnahme der Flossensäume, welche diese nur an der Mantelansatzstelle aufweisen. Die Ruhefarbe der Sepie ist eine Mischung aus kleinen schwarzen, stahlblauen und grünen Punkten. Ein Schulp ist nur als Rudiment vorhanden.

## Verbreitung und Lebensraum
Euprymna berryi ist in den tropischen Gewässern des zentralen Indopazifiks weit verbreitet. Die Art ist sicher von Indonesien bis zu den Philippinen nachgewiesen; der Holotypus ist vor Honshu gefangen worden. Möglicherweise ist das Verbreitungsgebiet weitaus größer und umfasst die Andamanen, die Küsten Sri Lankas sowie die indische Westküste, an diesen Orten wurden einige Exemplare im Jahr 2007 dokumentiert. Die Sepie pflegt einen benthischen, stark gewässerbodengebundenen Lebensstil, bevorzugt dabei sandige oder ähnlich feine Substrate, und ist bis zu einer Meerestiefe von 107 Metern vorgefunden worden. Zu einer Einschätzung, ob die Art in ihrem Bestand bedroht ist, lagen im Jahr 2009 zu wenig Daten vor.

## Lebensweise
Euprymna berryi ist eine nachtaktive Sepienart. Die Tiere vergraben sich tagsüber im Sediment. Das Vergraben, was sie sehr schnell ausführen können, ist gleichzeitig auch eine Verteidigungsstrategie vor Fressfeinden. Nachts stellen die Tintenfische ihrer Beute nach, welche hauptsächlich aus kleinen, benthischen Krebstieren besteht. Die Art verfügt über ein bohnenförmiges Leuchtorgan in der Kiemenhöhle, welches zur Tarnung der Tiere beiträgt. Nach dem Prinzip einer „Streulicht-Tarnung“ erzeugt das Organ gerade so viel Licht, dass die Konturen des Körpers durch den Angleich der Helligkeiten und der Aufhebung der Kontraste im Hintergrund verschwimmen und so potentielle Räuber Mühe haben, die Sepie optisch zu erkennen.